# Leandra
Leandra – żeńska forma imienia Leander.
Leandra imieniny obchodzi 27 stycznia i 27 lutego.